# Wieprz
Wieprz (Polsk: [ˈVjɛpʂ] "Vildsvin") ukrainsk: Вепр) er en flod i det centrale østlige Polen, en biflod til Wisla . Den er landets niende længste flod med en samlet længde på 349 km og et afvandingsområde på 10.497 km², det hele i Polen.  Dens løb nær byen Łęczna inkluderer det beskyttede område kendt som Wieprz Landskabspark .
Floden har sit udspring i Wieprz-søen nær Tomaszow Lubelski og løber ud i Vistula nær Deblin . Wieprz er forbundet med en anden flod, Krzna, gennem den 140 kilometer lange Wieprz-Krzna-kanal, bygget i 1954 - 1961. Fordi Wieprz med sin brede dal ikke er reguleret, er dens natur meget forskelligartet. Den bugtede flod med sine mæandersøer er beboet af mange fugle, oddere og bævere.
Under den polsk-sovjetiske krig koncentrerede enheder af den polske 4. hær sig langs Wieprz og blev klar til slaget ved Warszawa . I september 1939, under invasionen af Polen, fandt slaget ved Tomaszow Lubelski sted af Wieprz.

## Byer langs Wieprz
- Krasnobród
- Zwierzyniec
- Szczebrzeszyn
- Krasnystaw
- Łęczna
- Lubartów
- Dęblin